# Alien Weaponry
Gli Alien Weaponry sono un gruppo musicale neozelandese formatosi a Auckland nel 2010.
Tutti e tre i componenti del gruppo sono di origini maori, e molte delle loro canzoni sono cantante interamente in lingua māori.

## Storia del gruppo
Il gruppo è stato formato dai fratelli Henry e Lewis de Jong già nel 2010, quando i due avevano solo, rispettivamente, 10 e 8 anni. Dopo essersi spostati nella piccola cittadina di Waipu, sempre in Nuova Zelanda, nel 2013 si aggiunge alla formazione il bassista Ethan Trembath, dopo la breve esperienza con Wyatt Channings durata appena un anno. Cominciano a esibirsi a livello nazionale nel 2014 come gruppo spalla dei Devilskin e nel maggio 2015 degli Shihad, e dopo aver vinto diversi concorsi nazionali per band esordienti, ottengono un finanziamento per la realizzazione dei singoli 
di debutto Urutaa e Raupatu e dei relativi video musicali. Nel 2016 il gruppo viene nominato da Metal Hammer come uno dei 10 migliori artisti metal neozelandesi. Nel 2017 e nel 2018 il gruppo si esibisce sia in Nord America, come gruppo di supporto dei Ministry, che in Europa nell'ambito di diversi festival estivi, tra i quali il Wacken Open Air. Il 1º giugno 2018 il gruppo pubblica il suo album di debutto per l'etichetta Napalm Records, intitolato Tū e prodotto da Hammerhead. Nell'estate 2020 Ethan Trembath lascia la band, venendo sostituito da Tūranga Morgan-Edmonds, amico dei fratelli de Jong e anch'egli di discendenza maōri.
Il 17 settembre 2021 viene pubblicato il secondo album in studio Tangaroa, prodotto e missato da Hammerhead.

## Formazione

### Formazione attuale
- Henry de Jong – batteria, voce secondaria (2010-presente)
- Lewis de Jong – chitarra, voce (2010-presente)
- Tūranga Morgan-Edmonds – basso, voce secondaria (2020-presente)

### Ex componenti
- Wyatt Channings – basso, voce secondaria (2012)
- Ethan Trembath – basso, voce secondaria (2013-2020)

## Discografia

### Album in studio
- 2018 – Tū
- 2021 – Tangaroa

### EP
- 2014 – The Zego Sessions